# Custom Robo V2
Custom Robo V2 (カスタムロボV２, Kasutamu Robo Vitsū) és un videojoc de lluita amb robots per la Nintendo 64, va ser llançat l'any 2000 només al Japó. És el segon videojoc de la saga Custom Robo.

## Curiositat
- Alguns robots d'aquest videojoc (fins i tot en Ray MK II) surten després al Super Smash Bros. Melee com a trophies. També surten en el darrer títol de la saga Custom Robo, Custom Robo Arena.